# 方輅 (嘉靖舉人)
方輅（？—？），字朝錫，江西饒州府樂平縣眾埠方家村人，明朝政治人物。

## 生平
嘉靖十九年（1540年）庚子科江西鄉試第七十四名舉人。授潁上縣教諭，升太平縣知縣，因修築城墻、抵禦倭寇有功，三十三年（1554年）十一月加升五品俸級，賜金八十兩，三十五年（1556年）升廣西道監察御史，三十八年（1559年）巡按直隸，論劾總督薊遼兵部右侍郎王忬調度無策，貽害地方，王忬被逮問罪，四十年（1561年）巡按蘇松。